# Anticonsommation
 (février 2017).
Si vous disposez d'ouvrages ou d'articles de référence ou si vous connaissez des sites web de qualité traitant du thème abordé ici, merci de compléter l'article en donnant les références utiles à sa vérifiabilité et en les liant à la section « Notes et références ».
L’anticonsommation, également appelé anticonsumérisme, est le mouvement sociopolitique opposé à la consommation et au consumérisme, qui critique les effets d'une économie de marché sur l'individu et de la société de consommation en général.
L’anticonsommation est à mettre en parallèle avec le militantisme anti-capitaliste, écologiste (protection de la nature, droits des animaux, conséquences écologiques de l’activité économique) et les mouvements altermondialistes, notamment dans leur condamnation des pratiques des multinationales (voir l’Affaire McLibel).
De nombreux ouvrages (No Logo de Naomi Klein, sorti en 2000, en est le meilleur exemple) et des films (The Corporation (2003), Surplus (2003)) proposent au public des arguments anti-entreprises et anticonsuméristes, comme avant eux, le comédien américain Bill Hicks ou l’intellectuel italien Pier Paolo Pasolini.
L’opposition au matérialisme économique a essentiellement deux origines : la religion et le militantisme social. Les religions s’opposent au matérialisme pour essentiellement deux raisons : il interfère dans la connexion avec le divin et mène à un style de vie immoral. Pour certains militants, les guerres, les crimes et le malaise social général sont liés à certains aspects du matérialisme car il est incapable d’offrir une raison d’être saine à l’existence humaine.

## Origine

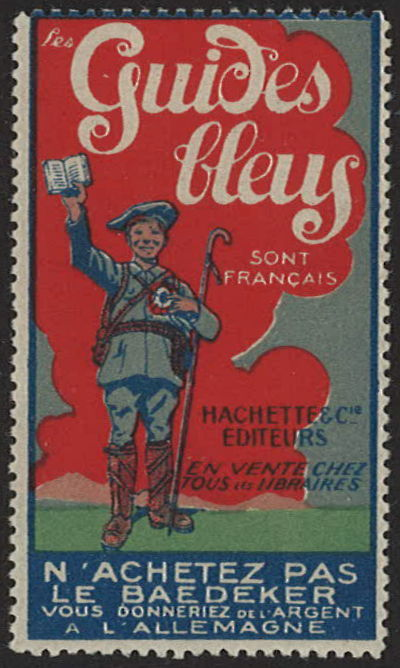

L’anticonsommation est souvent associée aux critiques de la consommation, que ce soit celles de Karl Marx ou Thorstein Veblen qui, dans la Théorie de la Classe des Loisirs, fait remonter l’origine de la consommation aux premières civilisations humaines. La consommation est aussi associée à des politiques économiques, telles la théorie économique keynésienne. Dans un sens plus abstrait, elle fait référence à l'idée que le libre choix des consommateurs devrait dicter la structure économique de la société (voir productivisme, particulièrement dans le sens anglais du terme).

## Politique et société
Les activistes antientreprises pensent que la croissance des grandes sociétés menace l’autorité légitime des États-nations et de la sphère publique. Ils ont le sentiment que ces sociétés ont envahi la vie privée des individus, manipulé les hommes politiques et les gouvernements et créé des besoins inutiles chez les consommateurs. Les preuves qui valident cette croyance incluent la publicité intrusive (publiciel, pourriel, télémarketing, etc.), les contributions massives des multinationales aux élections démocratiques, les interférences dans les politiques d’États-nations souverains et les scandales d’entreprise. Pour les opposants anticonsuméristes, les entreprises par actions ne se sentiraient responsables qu'envers leurs actionnaires, sans prendre en considération les droits de l’homme et d'autres facteurs. En pratique, toute activité philanthropique qui ne sert directement les affaires serait considérée comme un abus de confiance envers l'actionnariat. Ce type de responsabilité financière irait dans le sens d'une stratégie d’intensification et de flexibilité du travail et de réduction des coûts. Par exemple, elles seraient incitées de tenter (directement, ou par le biais de sous-traitants) de trouver des pays où les coûts salariaux sont faibles et les lois indulgentes sur les droits de l’homme, l’environnement, les organisations syndicales, etc.

## Consommation ostentatoire
Le terme de consommation ostentatoire est souvent utilisé de façon critique pour décrire la tendance qu’ont les personnes à s’identifier fortement aux biens et services qu’ils consomment, surtout aux produits de marque, indiquant un statut social élevé (bijoux de luxe, grosse voiture, etc.). Les produits ne sont pas vus comme des objets ayant une valeur intrinsèque, mais plutôt comme des signaux sociaux, ils permettent aux consommateurs de s’identifier aisément aux personnes ayant la même consommation. La plupart des personnes nie avoir une consommation ostentatoire en utilisant l’argument qu’ils sont « obligés de consommer ». De plus, peu de personnes, pour le moment, vont jusqu’à admettre que leurs rapports avec un produit ou une marque se substituent à des rapports humains sains, rapports qui feraient défaut dans les sociétés modernes en dysfonctionnement. Une société avec un taux de consommation élevé est appelée une société de consommation ou société consumériste. Marx expliquait que l’économie capitaliste, au lieu de se focaliser sur leur prix du marché, menait à une fétichisation des biens et des services et à une dévaluation de leur valeur.
L’expression plus ancienne de « consommation ostentatoire » s’est répandue dans les années 1960 pour décrire la consommation aux États-Unis, mais elle a été rapidement rattachée à des débats plus importants au sujet de la théorie des médias, la culture jamming et son corollaire, le productivisme. Apparu au tournant du XXe siècle, dans l’œuvre de Thorstein Veblen, le concept de « consommation ostentatoire » est décrit comme une forme irrationnelle et déconcertante du comportement économique. Viktor Frankl reprend un argument de Veblen en suggérant, qu’aux États-Unis, derrière la consommation, il y a une extension du désir de « soutien de famille », argument repris plus récemment dans le livre des auteurs canadiens Joseph Heat et Andrew Potter Révolte consommée.

## Critiques envers l'anticonsommation
Bien qu’il n’y ait pas précisément de mouvement intellectuel pour promouvoir le consumérisme, il y a eu, dans les années récentes, de fortes critiques du mouvement anticonsommation, qui pourrait aboutir par rigorisme à des interdictions mettant en cause les libertés individuelles.
En particulier, les attaques libertariennes contre le mouvement anticonsumériste sont largement basées sur la perception qu’un tel mouvement mène à l’élitisme. Les libertariens ont la conviction que personne n’a le droit de décider pour les autres, de dire quels biens sont « nécessaires » à la vie de tous les jours et ceux qui ne le sont pas. Pour eux, l’anticonsumérisme est un signe précurseur d’une planification économique centralisée et d’une société totalitaire. Par exemple, selon la revue américaine Reason, en 1999, les académies marxistes sont devenues anticonsuméristes.
D’un autre côté, nombreux sont ceux qui voient l’anticonsumérisme comme un choix de vie personnelle, plus que comme une croyance politique.
Les partisans d'une régulation équilibrée disent que c’est aux gouvernements de légiférer de façon à restreindre les actions des sociétés (voir l’affaire Sarbanes-Oxley) et de punir systématiquement leurs dirigeants lorsqu’ils violent les lois. Néanmoins, les structures bureaucratiques et les impératifs économiques capitalistes peuvent aboutir à des comportements dommageables aux communautés locales, aux salariés et à l’environnement…